# Vestibul

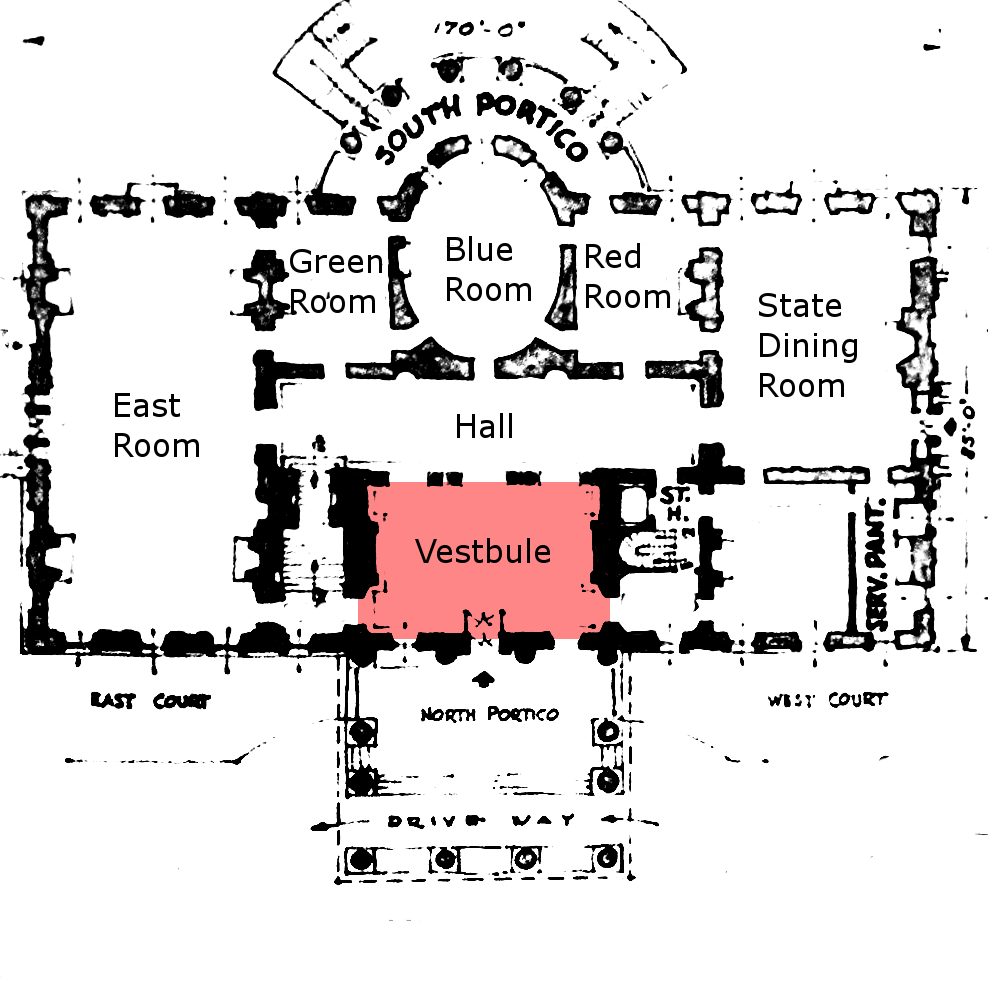
Vestibul (červeně) na schématu Bílého domu

Vestibul je vstupní hala nebo prostor, ze které vedou další vstupy do jednotlivých částí objektu a nachází se hned za jeho vchodem. Vestibuly se nachází ve většině staveb určených pro velké množství lidí, většinou tedy ve veřejných budovách (metro, úřady, kanceláře, školy, hotely, nemocnice… ).
Architektonický prvek s podobnou funkcí v některých historických budovách se nazývá také sala terena.